# Maria Passos
Maria Luiza Pereira Passos (Bandeirantes, 9 de junho de 1951) é uma mesa-tenista brasileira.

## Biografia e carreira
Passos é natural de Bandeirantes, no Paraná. Aos sete anos, mudou-se com a família para Jacarezinho. Aos 24 anos, descobriu um tumor na medula óssea proveniente de uma gravidez ectópica, que foi interrompida, causou uma paraparesia e a deixou em cadeira de rodas.
Passos disputou o Campeonato Parapanamericano de Tênis de Mesa de 2003, onde foi prata no individual e por equipes. Já na edição de 2005, foi bronze no individual. Em 2009, prata por equipes e individual. Em 2013, bronze no individual.
Sua primeira Paralimpíadas foi Atlanta 1996, onde terminou em 9.º lugar no individual. Nos Jogos de Pequim 2008 ela terminou em 14.º lugar no individual. Já em Londres 2012, ficou em 5.º lugar na disputa por equipes e 9.º lugar no individual.
No Parapan do Rio 2007, Passos conquistou a medalha de bronze na disputa por equipes da classe 4-5 feminina, ao lado de Sonia Oliveira e Joyce Oliveira e bronze no individual. Na edição de Guadalajara 2011, foi bronze no individual. No Parapan de Toronto 2015, ela foi medalhista de prata na competição individual feminina classe 5 e na competição por equipes classe 4/5.
Passos foi campeã brasileira quinze vezes.

## Principais conquistas
Jogos Parapan-Americanos
- Bronze – equipes (Rio 2007)
- Bronze – individual (Rio 2007)
- Bronze – individual (Guadalajara 2011)
- Prata – individual (Toronto 2015)
- Prata – equipes (Toronto 2015)